# Brattbytjärnen
Brattbytjärnen är en sjö i Bjurholms kommun i Ångermanland och ingår i Hörnåns huvudavrinningsområde. Sjön har en area på 0,0424 kvadratkilometer och ligger 232,1 meter över havet. Sjön avvattnas av vattendraget Tväråbäcken.

## Delavrinningsområde
Brattbytjärnen ingår i det delavrinningsområde (708598-167820) som SMHI kallar för Namn saknas. Medelhöjden är 231 meter över havet och ytan är 5,36 kvadratkilometer. Det finns inga avrinningsområden uppströms utan avrinningsområdet är högsta punkten. Tväråbäcken som avvattnar avrinningsområdet har biflödesordning 2, vilket innebär att vattnet flödar genom totalt 2 vattendrag innan det når havet efter 45 kilometer. Avrinningsområdet består mestadels av skog (79 procent). Avrinningsområdet har 0,04 kvadratkilometer vattenytor vilket ger det en sjöprocent på 0,8 procent.